# ハリー・ストラドリング
ハリー・ストラドリング（Harry Stradling Sr., 1901年9月1日 - 1970年2月14日）は、アメリカ合衆国ニュージャージー州出身の映画撮影監督。叔父のウォルター・ストラドリングはサイレント時代に活躍したカメラマン、息子のハリー・ストラドリング・ジュニアも撮影監督となった。1920年代から活躍したが、1930年代にはパリに渡り、ジャック・フェデーの作品等を手がけた。1940年代にアメリカに戻り、アルフレッド・ヒッチコックの作品やミュージカル、歴史劇、ドラマと幅広く活躍した。
生涯で14回アカデミー撮影賞にノミネートされ、1945年の『ドリアン・グレイの肖像』と1964年の『マイ・フェア・レディ』で受賞している。

## 主な作品
- 外人部隊 Le Grand jeu (1934)
- 女だけの都 La Kermesse héroïque (1935)
- 鎧なき騎士 Knight Without Armour (1937)
- 間諜 Dark Journey (1937)
- ピグマリオン Pygmalion (1938)
- 城砦 The Citadel (1938)
- スミス夫妻 Mr. & Mrs. Smith (1941)
- 断崖 Suspicion (1941)
- ドリアン・グレイの肖像 The Picture of Dorian Gray (1945)
- 大草原 The Sea of Grass (1947)
- 愛の調べ Song of Love (1947)
- 踊る海賊 The Pirate (1948)
- イースター・パレード Easter Parade (1948)
- ヴァレンチノ Valentino (1951)
- 欲望という名の電車 A Streetcar Named Desire (1951)
- アンデルセン物語 Hans Christian Andersen (1952)
- 大砂塵 Johnny Guitar (1954)
- 野郎どもと女たち Guys and Dolls (1955)
- トロイのヘレン Helen of Troy (1956)
- 愛情物語 The Eddy Duchin Story (1956)
- パジャマゲーム The Pajama Game (1957)
- 群衆の中の一つの顔 A Face in the Crowd (1957)
- 避暑地の出来事 A Summer Place (1959)
- ダニー・ケイの替え玉作戦 On the Double (1961)
- マイ・フェア・レディ My Fair Lady (1964)
- 女房の殺し方教えます How to Murder Your Wife (1965)
- 歩け走るな! Walk, Don't Run (1966)
- ファニー・ガール Funny Girl (1968)
- ハロー・ドーリー! Hello, Dolly! (1969)
- 大脱獄 There Was a Crooked Man... (1970)
- 晴れた日に永遠が見える On a Clear Day You Can See Forever (1970)

## 受賞歴

### アカデミー賞
受賞
1946年 アカデミー撮影賞 (白黒部門):『ドリアン・グレイの肖像』
1965年 アカデミー撮影賞 (カラー部門):『マイ・フェア・レディ』
ノミネート
1944年 アカデミー撮影賞 (白黒部門):『町の人気者』
1950年 アカデミー撮影賞 (カラー部門):『ブロードウェイのバークレー夫妻』
1952年 アカデミー撮影賞 (白黒部門):『欲望という名の電車』
1953年 アカデミー撮影賞 (カラー部門):『アンデルセン物語』
1956年 アカデミー撮影賞 (カラー部門):『野郎どもと女たち』
1957年 アカデミー撮影賞 (カラー部門):『愛情物語』
1959年 アカデミー撮影賞 (カラー部門):『メイム叔母さん』
1960年 アカデミー撮影賞 (白黒部門):『都会のジャングル』
1962年 アカデミー撮影賞 (カラー部門):『A Majority of One』
1963年 アカデミー撮影賞 (カラー部門):『ジプシー』
1969年 アカデミー撮影賞:『ファニー・ガール』
1970年 アカデミー撮影賞:『ハロー・ドーリー!』